# Mser (Sprache)
Mser (auch Kousseri genannt) ist eine tschadische Sprache, welche in der Region Extrême-Nord in Kamerun gesprochen wird. Ehemals wurde sie auch im Tschad im Umland der Hauptstadt N'djamena, unter anderem im Dorf Klesem gesprochen, ist dort jedoch anscheinend inzwischen ausgestorben.
Sie zählt zu den Kotoko-Sprachen und teilt sich in fünf Dialekte, Gawi, Houlouf, Kabe, Kalo sowie das eigentliche Mser auf, evtl. wurde im Tschad noch einmal ein eigener Dialekt gesprochen. Mser selbst wird in der Stadt Kousséri gesprochen, Kabe und Houlouf in den gleichnamigen Ortschaften, Kalo in Kala-Kafra.
Ethnologue listet die Sprache als „8a (sterbend)“, laut Henry Tourneux gab es im Jahre 2004 noch 500 Menschen, welche die Sprache beherrschten. Die meisten Leute sprechen inzwischen Shuwa-Arabisch, welches als Verkehrssprache die einheimischen Sprachen und Dialekte immer weiter verdrängt.
Eine lateinische Schrift für Mser, welche im Jahr 1999 entwickelt wurde, befindet sich in experimentellem Gebrauch.